# Shotokan Karate
Shotokan (松濤館 (Tùng Đào Quán) Shōtō-kan) là một lưu phái Karate lớn trên thế giới do Funakoshi Gichin sáng lập trên sự kế thừa hai môn phái nổi tiếng là Shōrin-ryū và Shōrei-ryū có nguồn gốc từ Shuri-te.

## Hình thành
Thời trẻ, sáng tổ lưu phái Shotokan Funakoshi Gichin đã từng luyện tập 2 phái võ karate nổi tiếng nhất vùng Okinawa thời đó là Shōrei-ryū và Shōrin-ryū. Sau nhiều năm tập luyện, Funakoshi đã tạo ra một phong cách riêng là sự kết hợp của cả hay phái ông từng tập. Ông chưa bao giờ đặt tên cho lối đánh của mình và chỉ gọi nó là "karate". Karate của Funakoshi phản ánh sự thay đổi trong nghệ thuật của Ankō Itosu, trong đó phải kể tới Heian/Pinan kata. Funakoshi đã đổi tên một số bài kata trong ngôn ngữ địa phương vùng Okinawa để người Nhật Bản có thể dễ phát âm nó hơn.
Lịch sử Karate hiện đại ghi nhận những nỗ lực của Gichin Funakoshi, cùng với sự trợ giúp của con trai ông là Gigo (Yoshitaka) Funakoshi, thông qua các buổi biểu diễn trước công chúng và thúc đẩy phát triển các câu lạc bộ karate ở các trường đại học, trong đó có Keio, Đại học Waseda, Đại học Hitotsubashi (Shodai), Đại học Takushoku, Đại học Chuo, Đại học Gakushuin và Đại học Hosei, nhằm phổ biến rộng rãi bộ môn Karate đến công chúng. Qua những lần biểu diễn này, Funakoshi đã thu nạp được nhiều môn sinh là sinh viên các trường đại học.
Năm 1936, Gichin Funakoshi lập ra võ đường đầu tiên của mình lấy tên là Shotokan (Tùng đào quán) tại Mejiro, Toshima, Tokyo. Shoto (松濤 Shōtō), trong tiếng Nhật có nghĩa là "cây tùng và ngọn sóng lớn" (sự rung động của lá thông khi sóng gió thổi qua), và cũng là bút danh của Funakoshi mà ông sử dụng trong các tác phẩm thi ca và triết học của ông cùng với thư cho các học sinh của mình. Chữ kan (館 kan) nghĩa là "quán".
Sau này, mặc dù võ đường đã bị phá hủy vào năm 1945 trong một cuộc không kích của Đồng minh trong Thế chiến thứ hai., Funakoshi vẫn tiếp tục truyền bá và giảng dạy Karate cho đến khi qua đời năm 1957. Để vinh danh người thầy của mình, các môn sinh của Funakoshi đã tạo ra tên gọi shōtō-kan, đặt làm bảng hiệu trên lối vào của hội trường, nơi Funakoshi giảng dạy. Gichin Funakoshi thực chất chưa bao giờ đặt tên cho trường phái của mình, ông vẫn chỉ gọi nó là karate.
Tuy nhiên, về sau do nội bộ bất đồng
(do quan niệm rằng sự cạnh tranh là đi ngược lại bản chất của karate) dẫn tới sự tách riêng và thành lập của hai tổ chức khác. Hai tổ chức này được gọi là Hiệp hội Karate Nhật Bản (do Masatoshi Nakayama thành lập) và Shotokai (do Motonobu Hironishi và Shigeru Egami thành lập). Sau đó đã dẫn tới sự hình thành của nhiều tổ chức, hiệp hội khác nên không chỉ tồn tại một "trường Shotokan" đơn lẻ, mặc dù tất cả đều chịu ảnh hưởng từ phong cách của Funakoshi. Là trường lớn nhất, Shotokan được coi là trường mang nhiều ảnh hưởng và phong cách truyền thống nhất giới karate-do.

## Đặc điểm

Chữ Shōtōkan viết bằng tiếng Nhật

Shotokan chú trọng luyện tập vào 3 phần chính: kihon (cơ bản), kata và kumite. Các kỹ thuật trong kihon và kata chú trọng tấn sâu, dài và vững chắc để có thể ổn định đồng thời tối đa hóa sức mạnh các đòn đánh, cũng như sức mạnh của bộ cước. Shotokan thường được coi là một kiểu võ 'có cương có nhu'. Môn võ được dạy theo cách cho người mới bắt đầu bằng những màu đai khác nhau để phát triển kỹ thuật theo từng mức trình độ khác nhau. Những môn sinh đạt tới cấp độ đai màu nâu và màu đen được luyện tập nhiều hơn các phong cách uyển chuyển kết hợp vật, khóa và một số giống như kỹ thuật của môn Aikido, có thể nhận thấy điều này trong các bài kata của đai đen. "Kumite" chính là việc vận dụng các kỹ thuật này trong chiến đấu nhưng không theo một trình tự nhất định và cần sự tập trung vào tốc độ và hiệu quả.

### Đạo
Gichin Funakoshi đã đặt ra Hai mươi giới luật của Karate, (hay Niju kun) Điều này đã tạo nền tảng cho một số môn sinh của ông sau này thành lập nên JKA. Hai mươi giới luật dựa chủ yếu vào Bushido và Thiền đạo, đều nằm trong triết lý của Shotokan. Các nguyên tắc chủ yếu ám chỉ đến sự khiêm tốn, tôn trọng người khác, lòng từ bi, tính kiên nhẫn, và sự bình tĩnh ở cả ngoại độ lẫn nội tâm. Funakoshi tin rằng thông qua luyện tập karate và áp dụng 20 nguyên tắc này trong cuộc sống, người tập võ sẽ cải thiện nhân cách của họ.
 Dojo kun là danh sách năm quy tắc triết học đào tạo trong võ đường, mục đích nhắc nhở các môn sinh luôn hoàn thiện nhân cách, trung thành, tôn trọng người khác, không ngừng nỗ lực và không dùng bạo lực. Dojo Kun thường được treo trên tường ở một số võ đường và câu lạc bộ của Shotokan.
Funakoshi đã viết: "Mục đích tối thượng của Karate không phải nằm ở chiến thắng hay thất bại mà chính là sự hoàn thiện nhân cách của những ai luyện tập nó."

### Đẳng và Cấp
Đẳng (Dan) và Cấp (Kyu) được sử dụng trong karate để chỉ kinh nghiệm, trình độ chuyên môn và thâm niên trong việc luyện tập. Năm 1924, Funakoshi sử dụng hệ thống phân cấp Kyū/Dan và võ phục (keikogi) bởi Kano Jigoro, sư tổ của môn judo. Funakoshi là "dan" đầu tiên của Shotokan (初段; shodan) và sau đó là Tokuda, Hironori Ōtsuka, Akiba, Shimizu, Hirose, Makoto Gima, và Shinyō Kasuya vào ngày 10 tháng 4 năm 1924.
Ngày nay, Shotokan sử dụng một hệ thống đai màu để cho biết cấp bậc. Hầu hết các lớp Shotokan sử dụng "Kyu / Dan" có thể có nơi sử dụng hệ thống đai giống như karate nhưng có thêm vài màu đai khác. Thứ tự và màu sắc các đai có thể rất khác nhau ở từng trường, lớp khác nhau. VD như:
- Từ cấp 8 đến cấp 4 kyū: trắng
- Từ cấp 3 đến cấp 1 kyū: nâu
- Từ cấp 1 trở lên Đẳng dan: đen

Các "Dan" đều có màu đai chính không thay đổi là đen, có thể sử dụng các sọc để biểu thị các cấp bậc khác nhau của chiếc đai đen. Sáng tổ Shotokan, Gichin Funakoshi không bao giờ tự nhận mình có thứ hạng cao hơn "Ngũ Đẳng" (Godan/5th Dan).

### Kata

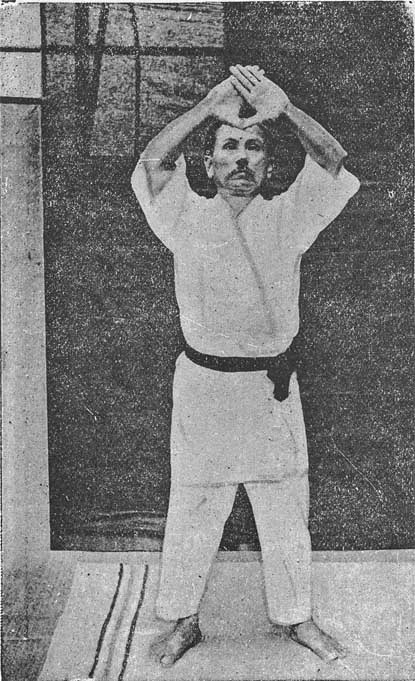
Gichin Funakoshi luyện Kanku dai (観空大) kata

Theo JKA, Shotokan có 27 bài kata. Nhưng cho đến ngày này, có vài nghìn võ đường Shotokan chỉ tập 26 thay vì 27 bài kata. Các bài kata gồm: 
1. Taikyoku shodan (太極初段)
2. Heian shodan (平安初段)
3. Heian nidan (平安二段)
4. Heian sandan (平安三段)
5. Heian yondan (平安四段)
6. Heian godan (平安五段)
7. Bassai dai (披塞大)
8. Jion (慈恩)
9. Empi (燕飛)
10. Kanku dai (観空大)
11. Hangetsu (半月)
12. Jitte (十手)
13. Gankaku (岩鶴)
14. Tekki shodan (鉄騎初段)
15. Tekki nidan (鉄騎二段)
16. Tekki sandan (鉄騎三段)
17. Nijūshiho (二十四步)
18. Chinte (珍手)
19. Sōchin (壯鎭)
20. Meikyō/Rōhai (明鏡)
21. Unsu (雲手)
22. Bassai shō (披塞小)
23. Kankū shō (観空小)
24. Wankan (王冠)
25. Gojūshiho shō (五十四歩小)
26. Gojūshiho dai (五十四歩大)
27. Ji'in (慈陰).

### Kumite
Kumite là thi đấu hoặc chiến đấu, là phương pháp áp dụng các kỹ thuật của kata trong thực chiến. Các kỹ thuật sử dụng chỉ có đôi chút khác biệt so với kihon. Các nguyên tắc thi đấu kumite của Shotokan karate lần đầu được đặt ra bởiMasatoshi Nakayama, trong đó các sự hỗ trợ tiên tiến và quy tắc truyền thống đã được chính thức hóa.
Môn sinh của Shotokan đầu tiên phải tìm hiểu làm thế nào để áp dụng các kỹ thuật trong "kata" để đấu với đối thủ giả định bằng cách sử dụng "Kata bunkai", sau đó mới có thể kiểm soát được "Kumite.
Kumite phần trọng tâm thứ ba của Shotokan. Sự phức tạp của "Kumite" sẽ ngày càng tăng từ người mới bắt đầu từ Đẳng cấp thấp (1 - 2), trung gian (3 - 4) và các học viên trình độ cao cấp (thứ 5 trở đi).
Người mới tập học kumite qua những đòn cơ bản, đòn tấn công vào phần đầu (jodan) hoặc phần thân (chudan) với người thủ tấn bước về phía sau trong khi chặn đòn và chỉ tấn cộng lại ở những thế cuối cùng. Những bài tập sử dụng kỹ thuật ("kihon") nhằm phát triển ý thức về thời gian và khoảng cách trong việc tự vệ.
Khi đạt đến trình độ "đai tím" trở lên, môn sinh có thể được luyện tập kumite một bước chân. (ippon kumite). Qua đó có thể tấn công chỉ bằng một bước tiến thay vì bằng bốn hoặc năm bước chân. Đây là một phần bài tập nâng cao của kumite. Nó cũng đòi hỏi đối thủ phải phản công/phòng thủ nhanh hơn khi thi đấu kumite ở cấp độ thấp. Có thể phản công bằng gần như tất cả mọi đòn như đấm,đá, cùi trỏ..., nắm và vật.
Khi đạt đủ trình độ, môn sinh có thể được học một cấp cao hơn của kumite là kumite một bước tự do (jiyu ippon kumite).
Kumite tự do (jiyu kumite) là phần cuối cùng các môn sinh có thể học. Trong bài tập này, hai môn sinh sẽ có thể tự do sử dụng tất cả đòn thế, kết hợp của karate để thi đấu với nhau. Người tập theo kiểu này nên kiềm chế lực đánh và thu đòn ngay khi chạm mục tiêu nhằm giảm tối đa các chấn thương không cần thiết trong quá trình luyện tập.

### Kihon
Kihon về cơ bản là thực hành các kỹ thuật cơ bản trong karate. Kihon Kata, hoặc Taikyoku Shodan, của Shotokan được phát triển bởi Yoshitaka Funakoshi, con trai của Gichin Funakoshi.

## Những môn sinh nổi tiếng
Sinh thời, Gichin Funakoshi từng dạy karate cho nhiều sinh viên Triều Tiên dang du học tại Nhật Bản. Vài người trong số họ về sau trở thành những đại sư của bộ môn Taekwondo như Lee Won Kuk, Chun Sang Sup, Roh Byong Jick và Choi Hong Hi.
Cựu vô địch UFC hạng bán trung Lyoto Machida hiện đang là Tam đẳng của Shotokan. Anh trai của anh là Shinzo cũng có đai Tứ đẳng. Cha anh Yoshizo là có cấp Thất đẳng và là một trong những người đứng đầu Hiệp hội Karate Nhật Bản tại Brasil.
Ngoài ra còn nhiều võ sĩ MMA cũng là môn sinh của Shotokan. (Vitor Belfort, Antonio Carvalho, John Makdessi, Mark Holst, Assuerio Silva).
Ngôi sao phim hành động Jean-Claude Van Damme cũng có cấp đai đen của Shotokan và anh từng sử dụng trong các giải "Full contact Karate" vào những năm 70 và 80. Wesley Snipes là "Ngũ Đẳng" của Shotokan.
Diễn viên Michael Jai White cũng có đai đen của Shotokan Karate. Bear Grylls và nhà vô địch Karate Thế giới Luca Valdesi cũng luyện tập Shotokan.

## Liên Kết
- Bruce Clayton. Shotokan's Secret: The Hidden Truth Behind Karate's Fighting Origins.
- Harry Cook. Shotokan Karate: A Precise History.
- Gichin Funakoshi. Karate-do Kyohan: The Master Text.
- Gichin Funakoshi. Karate-do Nyumon: The Master Introductory Text.
- John Sells. Unante: The Secrets of Karate (Panchita S. Hawley, 2nd ed. 2000) ISBN 0-910704-96-1.
- Marius Podeanu. Best Embusen: Shotokan.
- Masatoshi Nakayama. Dynamic Karate.
- Randall G. Hassell. Shotokan Karate: Its History and Evolution (Damashi, 1984). ISBN 0-911921-05-2.
- Randall G. Hassell and Edmond Otis. "The Complete Idiot's Guide to Karate". (Penguin Group (USA), 2000).
- Rob Redmond. Kata: The Folk Dances of Shotokan.
- Teruyuki Okazaki. Perfection of Character: Guiding Principles for the Martial arts & Everyday Life.
- http://www.martialedge.net/articles/techniques-and-tutorials/the-story-of-a-horse-stance/ Lưu trữ ngày 19 tháng 3 năm 2011 tại Wayback Machine
- http://www.youtube.com/watch?v=1r75U-Eoq5Q
- http://www.shotokankarate.ca/katakiaipoints.htm Lưu trữ ngày 29 tháng 9 năm 2011 tại Wayback Machine
- http://www.break.com/usercontent/2008/9/Street-Fight-The-real-Karate-Kid-one-hit-knock-out-568920 Lưu trữ ngày 4 tháng 3 năm 2013 tại Wayback Machine
- http://www.taikyokushodan.com/ Lưu trữ ngày 25 tháng 3 năm 2012 tại Wayback Machine